# 富士見橋 (大連市)
富士見橋（ふじみばし、HUZIMI BRIDGE, DALNY.）は旅順南路が馬欄河をまたぐ橋で、大日本帝国が租借した関東州大連市沙河口区にあり、当時の呼称である。旅順南路を旅順へ向かうと、前方の台山が小型の富士山に見えたので、「大連富士」と呼ばれていた。

## 概要
1931年11月に富士見橋は改修工事、1932年3月に完了、投資ファンドは1288円。

## 隣の橋
（上流）（馬欄河）水道橋―富士見橋（下流）